# Vidby
vidby AG (estilizado en minúsculas) es una start-up con sede en Rotkreuz, Suiza, especializada en traducción de IA para vídeos. Fundada por Alexander Konolov (Олександр Коновалов) y Eugen von Rubinberg en septiembre de 2021, la compañía ha ganado especial atención por su uso en la traducción de discursos dados por el presidente Volodímir Zelenski durante el conflicto militar en Ucrania.

## Historia
vidby AG fue fundada por Alexander Konovalov y Eugen von Rubinberg. Konovalov es originario de Ucrania y conserva la ciudadanía ucraniana; Rubinberg llegó a Suiza desde Alemania y tiene la ciudadanía alemana. Ambos son residentes de Suiza. Este último fundó su primer negocio, una empresa comercial, a los 16 años.
En 2013, los socios comerciales lanzaron un servicio de traducción de videollamadas orientado al consumidor llamado DROTR (Droid Translator) AG, utilizando una tecnología de traducción de idiomas impulsada por IA creada por Konovalov que permite la traducción simultánea de mensajes, llamadas de voz y video en 104 idiomas (escrito), con 44 disponibles en forma oral. Esta fue la primera aplicación de videollamadas del mundo con traducción. La tecnología fue declarada competidora de Skype y Viber por Forbes y obtuvo el primer premio en el concurso "Innovative Breakthrough 2013".
En 2021, con un nuevo enfoque orientado a los negocios, DROTR se convirtió en vidby, con los antiguos socios tecnológicos de Google Konovalov y Rubinberg permaneciendo al frente, cada uno con el título Co-CEO. Con sede en Suiza, el equipo de desarrollo de vidby, según los fundadores de la compañía, tiene su sede en Ucrania. La tecnología detrás de vidby tiene un nivel de precisión reportado de hasta 99 por ciento o 99 a 100 por ciento, igualando el nivel más alto de traducción humana. Además, la tecnología es capaz de eliminar el lenguaje original manteniendo los sonidos ambientales. Actualmente, unos 70 idiomas más 60 dialectos son posibles con la tecnología basada en algoritmos.

## Uso notable
Además de su uso con discursos pronunciados por el Papa Francisco, la tecnología se ha proporcionado a las autoridades ucranianas y las embajadas durante el conflicto militar en curso con Rusia libre de remuneración. En julio de 2022, se habían traducido a 30 idiomas unos 70 discursos del Presidente Zelenskyy, por un total de 650 minutos, con un total de más de 10.000 minutos de material de vídeo. De su uso en la traducción de los discursos de guerra de Zelenskyy, Konovalov ha dicho: "Como cualquier ciudadano, quiero ayudar a defender mi país."
Los clientes corporativos notables de vidby incluyen Samsung, Siemens, Cisco, Kärcher, Generali y McDonald’s Corporation; un cliente académico es la Universidad de Harvard.
El estado de Google Cloud Technology Partner de Vidby se confirmó oficialmente después de una auditoría de 6 meses en diciembre de 2022.
Denys Krasnikov, cofundador de Vidby, es responsable de la cooperación con Google, YouTube, Microsoft y otros socios clave. Después del lanzamiento de los canales multilingües de YouTube, vidby comenzó a traducir y doblar videos de creadores de IA para este nuevo tipo de canal a finales de febrero de 2023.

## Elogios
vidby encabezó una lista de los cinco mejores servicios de traducción de video según lo nombrado por TechRadar Deutschland en septiembre de 2022. En el mismo mes, Tech Times nombró vidby #1 en su lista de los cinco mejores servicios de este tipo. De manera similar encabezó una lista de las cinco mejores tecnologías de traducción de contenido según lo juzgado por European Business Review en octubre de 2022 Antes de estos rankings de posición de liderazgo (agosto de 2022), se presentó como recomendación especial de Business Insider para la puesta en marcha (En Alemán: "Unser Lesetipp auf Gründerszene")
En 2023, YouTube reconoció a Vidby como su proveedor recomendado.